# Hans Gaier
Hans Gaier (* 19. Februar 1902 in Mannheim; † Mai/Juni 1945 in Graz) war Polizeidirektor der Schutzpolizei im besetzten Kielce.

## Leben
Gaier absolvierte nach dem Ende seiner Schulzeit eine Lehre zum Werkzeugmacher bei der Firma Bopp & Reuther, wo er anschließend bis Ende 1926 in der Armaturenfertigung tätig war. Danach machte er sich mit einer Werkstatt für Gas- und Wasserzähler selbstständig und musste 1932 Insolvenz anmelden. Er heiratete 1923 in Lampertheim. Zum 1. Oktober 1931 trat er in die NSDAP (Mitgliedsnummer 662.858) und im selben Jahr in die SA ein, in letzterer wurde er als Obersturmbannführer Führer der SA-Standarte 221. Nach der Machtübernahme der Nationalsozialisten wurde er ehrenamtlicher Bürgermeister der Gemeinde Hofheim/Ried, wurde jedoch Ende 1935 wegen „Unregelmäßigkeiten im Amt“ seines Postens enthoben, worauf er in den Polizeidienst wechselte. Ab dem 7. Juni 1940 wurde er im deutsch besetzten Polen Leiter des Schutzpolizeikommandos Kielce im sogenannten Generalgouvernement. In dieser Funktion war er im Rahmen der Aktion Reinhardt Mitorganisator der Räumung des Ghettos Kielce und damit tief in den Holocaust verstrickt.
Der Soziologe Volker Ochs führt in der Buchreihe Täter – Helfer – Trittbrettfahrer, über ihn aus: „Gaier und seine Untergebenen verbreiteten im Ghetto Angst und Schrecken. Perverse sexuelle Übergriffe und spontane Gewaltausbrüche bis hin zum Mord hätten zur Tagesordnung gehört. …  Nach Zeugenaussagen hat er Juden ihre langen Bärte samt Haut abgerissen.“ Gaier und SS-Hauptsturmführer Ernst Thomas hatten die Aufgabe, die Juden in drei Gruppen zu selektieren. 1500 bis 2000 Menschen, darunter 527 Kinder, unter anderem die Kinder aus dem jüdischen Waisenhaus und die Bewohner des Altenheimes, alte und kranke Menschen sowie schwangere Frauen wurden auf der Stelle erschossen. Rund 15.000 wurden ins Vernichtungslager Treblinka deportiert. In den Tagen um das Purimfest am 21. März 1943 fand die sogenannte „Purim-Aktion“ statt: Schutzpolizisten in Kielce fuhren unter Hans Gaier die jüdischen Ärzte mit ihren Familien – mit einer Ausnahme – unter der Vorspiegelung, sie kämen zu einem auswärtigen Arbeitseinsatz, auf Kraftfahrzeugen zum jüdischen Friedhof. Dort erschossen die Polizisten die Juden. Es wird von insgesamt 50 Opfern ausgegangen.
Das Fazit von Volker Ochs: „Hans Gaier war wohl ein Exzesstäter, eine pathologische Figur mit Geltungsdrang, ein Henker.“ Einmal habe er sich amüsiert, wie zwei jüdische Mädchen im Alter von 10 und 14 Jahren auf dem Polizeirevier zu sexuellen Handlungen mit den Polizeihunden gezwungen und danach erschossen worden seien. Gaier wurde von Christoph Weitz, einem Betroffenen und Augenzeugen, in seinem Bericht über Folterungen im Gestapo-Gefängnis Worms und im KZ Osthofen im Jahr 1933 als Sadist bezeichnet. Gaier wurde am 1. September 1944 als Kompanie-Chef zum ukrainischen Schutzmannschaft-Bataillon 208 (Schuma-Batl. 208) abkommandiert und kam zum Fronteinsatz.
Zuhause galt Gaier nach Kriegsende als in Russland vermisst und wurde 1954 durch Beschluss des Amtsgerichts Mannheim für tot erklärt. Tatsächlich jedoch tauchte Gaier in Österreich unter und lebte dort unter falscher Identität in Graz. Gaier wurde dort von dem aus Kielce stammenden Yanush (Johanan) Peltz, einem Soldaten der Jüdischen Brigade, dessen Familie ermordet wurde, Ende Mai/Anfang Juni 1945 aufgespürt. Als Gaier die Haustüre geöffnet hatte, fragte ihn Peltz, ob er Hans Gaier sei. Nachdem Gaier dies bejaht hatte, sagte dieser: „Ihr seid doch Juden. Das seh´ ich doch!“ Daraufhin exekutierte ihn Peltz wortlos mit einem Schuss zwischen die Augen. Informationen über Gaiers Aufenthaltsort und wahre Identität erhielt Peltz wahrscheinlich über eine britische Dienststelle.